# 費拉德爾菲亞 (伊利諾伊州)
費拉德爾菲亞（英語：Philadelphia）是位於美國伊利諾伊州卡斯縣的一個非建制地區。該地的面積和人口皆未知。

## 地理
費拉德爾菲亞的坐标為40°55′26″N 90°07′02″W / 40.92389°N 90.11722°W，而該地的平均海拔高度為189米（即620英尺）。